# Österbyggebo
Österbyggebo är en by i Hedesunda socken, Gävle kommun som ingår i ett område i västra Hedesunda som heter Vinnersjö. Bynamnet i tidiga skriftliga källor; Östbybbo och Österbygebode åren 1543-1548. 
Österbyggebo är den största av byarna i Vinnersjö om man ser till befolkningen. Det är främst här som man har byggt nya bostadshus på senare tid. Österbyggebo är egentligen ett resultat av en utflyttning från Byn då det blev för trångt där. 
Österbyggebo klassificerades av SCB som småort år 1990 men har därefter haft färre än 50 invånare.Från 2015 avgränsar SCB här åter en småort.

### Fotnoter
1. 1 2  Statistiska småorter 2023, befolkning, landareal, befolkningstäthet per småort, SCB, 28 november 2024, läs online.[källa från Wikidata]
2. ↑  Kodnyckel för SCB:s statistiska tätorter och småorter - Koppling mellan gammalt och nytt kodsystem, SCB, 11 november 2021, läs online.[källa från Wikidata]
3. ↑  Förändringar i antalet småorter 2010-2015, Statistiska centralbyrån, 19 december 2016.